# Station Lytham
Lytham is een spoorwegstation van National Rail in Lytham St Annes, Fylde in Engeland. Het station is eigendom van Network Rail en wordt beheerd door Northern Rail. 